# NGC 1125
NGC 1125 è una galassia a spirale barrata situata nella costellazione dell'Eridano, a una distanza di circa 148 milioni di anni luce dalla nostra Via Lattea.

## Scoperta

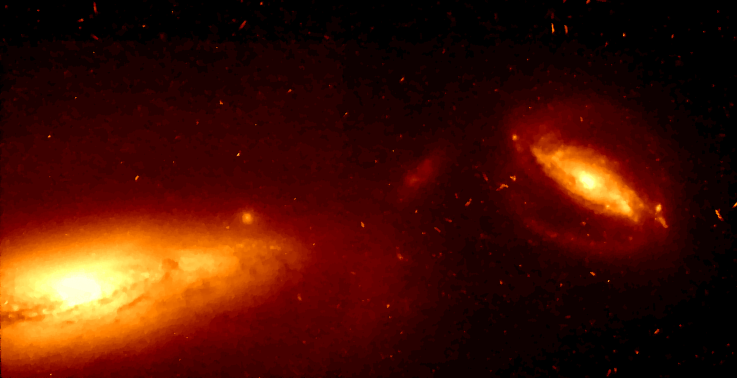
NGC 1125 ripresa dal Telescopio spaziale Hubble con la piccola compagna MCG -3-8-34.

La galassia è stata scoperta il 6 ottobre 1785 dall'astronomo britannico di origine tedesca William Herschel.

## Descrizione
NGC 1125 è una galassia attiva del tipo Seyfert 2 (Sy 2) e presenta una larga riga a 21 cm dell'idrogeno neutro.
NGC 1125 ha una piccola compagna designata MCG -3-8-34.